# Puccinia eupatorii
Puccinia eupatorii ist eine Ständerpilzart aus der Ordnung der Rostpilze (Pucciniales). Der Pilz ist ein Endoparasit von Wasserdosten. Symptome des Befalls durch die Art sind Rostflecken und Pusteln auf den Blattoberflächen der Wirtspflanzen. Sie ist in Südamerika und im südlichen Nordamerika verbreitet.

## Merkmale

### Makroskopische Merkmale
Puccinia eupatorii ist mit bloßem Auge nur anhand der auf der Oberfläche des Wirtes hervortretenden Sporenlager zu erkennen. Sie wachsen in Nestern, die als gelbliche bis braune Flecken und Pusteln auf den Blattoberflächen erscheinen.

### Mikroskopische Merkmale
Das Myzel von Puccinia eupatorii wächst wie bei allen Puccinia-Arten interzellulär und bildet Saugfäden, die in das Speichergewebe des Wirtes wachsen. Ihre Spermogonien wachsen beidseitig auf den Wirtsblättern. Die blattunterseitig wachsenden Aecien der Art sind kastanienbraun und stehen in Gruppen um die Spermogonien. Sie besitzen 33–40 × 28–33 µm große, breit eiförmige bis breitellipsoide, fast kastanienbraune Aeciosporen mit stachelwarziger Oberfläche. Die meist blattunterseitig wachsenden Uredien des Pilzes sind versprengt. Ihre kastanienbraunen Uredosporen sind 28–34 × 25–30 µm groß, breit eiförmig bis breitellipsoid und stachelwarzig. Die vorwiegend blattunterseitig wachsenden Telien der Art sind schwarzbraun, pulverig und unbedeckt. Die hell kastanienbraunen Teliosporen sind zweizellig, in der Regel breit eiförmig bis ellipsoid und 40–52 × 30–34 µm groß. Ihre Stiele sind farblos und bis zu 65 µm lang.

## Verbreitung
Das bekannte Verbreitungsgebiet von Puccinia eupatorii reicht von Südamerika bis nach Mexiko.

## Ökologie
Wirtspflanzen von Puccinia eupatorii sind Wasserdoste. Der Pilz ernährt sich von den im Speichergewebe der Pflanzen vorhandenen Nährstoffen, seine Sporenlager brechen später durch die Blattoberfläche und setzen Sporen frei. Die Art durchläuft einen Entwicklungszyklus mit Spermogonien, Aecien, Telien und Uredien, vollzieht aber keinen Wirtswechsel.